# Бертрам Форер
Бертрам Р. Форер (Спрингфилд, 24. октобар 1914 — Вентура, 6. април 2000) био је амерички психолог најпознатији по описивању Фореровог ефекта, који се понекад назива субјективна валидација.

## Биографија
Рођен је у Спрингфилду у Масачусетсу. Форер је дипломирао на Универзитету Масачусетс Амхерст 1936. Магистрирао је и докторирао. клиничку психологију на Универзитету Калифорније, Лос Анђелес.
Служио је као психолог и администратор у војној болници у Француској током Другог светског рата. По повратку је радио у менталној клиници Управе за ветеране у Лос Анђелесу; и у приватној пракси у Малибуу, Калифорнија.
У свом класичном експерименту из 1948. године, Форер је применио тест личности својим ученицима. Уместо да бодује тестове и даје појединачне оцене, он је свим студентима дао потпуно исту анализу преписану из новинске астролошке колумне. Ученици су затим замољени да процене опис на скали од нула до пет, при чему је пет најтачније. Просечна оцена је била 4,26. Експеримент је поновљен стотине пута од 1948. године, а просек остаје на око 4,2.
Фореров ефекат показује да људи имају тенденцију да прихвате генерализоване описе својих личности не схватајући да се иста процена може применити на скоро било кога другог, јер људи желе да резултати буду истинити. Овај експеримент се често наводи као критика других тестова личности као што је Мајер-Бригс.
Бертрам Форер је био ожењен Лусил Кремит Форер, најпознатијом као главним аутором књиге „The Birth Order Factor“. Имају два сина.